# كوداجو
كوداجو رمزها «KD» (بالإنجليزية: Kodagu)‏ ، هو تقسيم إداري لدولة الهند تتبع ولاية كارناتاكا (بالإنجليزية: Karnataka)‏ ، مركزها هو مدينة ماديكري (بالإنجليزية: Madikeri)‏ عدد سكانها حسب تعداد سنة 2001 هو 545,322 ، مساحتها 4,102 كم² وكثافة السكان 133 لكل كم² .

## أعلام
- ديزي بوبانا